# Jean II de Toulongeon
 (mars 2012).
Si vous disposez d'ouvrages ou d'articles de référence ou si vous connaissez des sites web de qualité traitant du thème abordé ici, merci de compléter l'article en donnant les références utiles à sa vérifiabilité et en les liant à la section « Notes et références ».
 (mars 2012).
Jean II de Toulongeon (1381, en Bourgogne – 10 juillet 1427), baron de Sennecey, seigneur de Toulongeon et de La Villeneuve-lès-Seurre, est un chevalier, conseiller, chambellan, gouverneur de Troyes, et maréchal de Bourgogne.

## Sa famille
Les Toulongeon tirent leur nom d'un château situé près d'Orgelet (Jura) (à Germagnat).
Jean II de Toulongeon est le fils de Tristan de Toulongeon (1350–1399), baron de Sennecey, conseiller du Grand Conseil, et de Jeanne de Cotebrune. Son frère cadet, Antoine de Toulongeon (1385–1432), est seigneur de Traves, chevalier, conseiller, chambellan et lui succède en 1418 comme gouverneur de Troyes, et en 1427 comme maréchal de Bourgogne.
Il a un autre frère, André de Toulongeon, qui épouse une fille du duc de Bourgogne, Philippe le Bon. Il est grand écuyer de France en 1419, conseiller et chambellan du duc de Bourgogne.
Sa sœur, Jeanne de Toulongeon (1382–1419), épouse Tristan de Montholon, commandant de la cavalerie des ducs de Brabant et de Bourgogne, le 25 octobre 1415, à la bataille d'Azincourt, où il est tué. Elle se remarie avec Henri de Champdivers, frère d'Odinette de Champdivers, maîtresse du roi Charles VI de France, seigneur de Champdivers et écuyer d'écurie du roi en 1387.
Le blason des Toulongeon ou Toulonjon de Champlitte (Franche-Comté) est : Écartelé : aux 1 & 4, de gueules, à 3 jumelles d'argent ; aux 2 & 3, de gueules, à 3 fasces ondées d'or.

## Biographie
Au début du mois de janvier 1415, Jean II de Toulongeon est envoyé par le duc Jean Ier de Bourgogne, à Paris, comme ambassadeur auprès du roi. Il est emprisonné et ne peut parler à personne.
Jean Juvénal des Ursins nous dit qu'il est libéré le 18 janvier 1415, quand il retourne faire un rapport à son duc. Il est surnommé le borgne de Thoulongeon. Il est gouverneur de Troyes (1417–1418). En 1422, il est fait maréchal de Bourgogne.
Le nouveau duc-comte de Bourgogne, Philippe le Bon, fait alliance avec les Anglais, ce que Jean sans Peur avait toujours évité. À cette époque Antoine de Toulongeon est aussi gouverneur de la maréchaussée de Bourgogne.
C'est lui qui commande l'armée bourguignonne à la Cravant. Associée à celle du duc de Bedford Jean de Lancastre, elle est vainqueur contre l'armée française.
Humbert de Grolée, maréchal du Dauphiné, bat les Bourguignons et fait prisonnier le maréchal de Toulongeon, leur chef dans une embuscade. À Saint-Léger-sous-la-Bussière, dans le Mâconnais, il commandait le château fortifié de La Bussière, situé sur une éminence d'où il contrôlait tout le voisinage.
Selon les chroniques, les avis divergent. Il est peut-être échangé contre le comte de Vendadour, son prisonnier de la bataille de Cravant ; ou contre l'un des frères du comte de Suffolk, William de la Pole.
Jean II de Toulongeon est décédé le 10 juillet 1427. Il est inhumé dans la chapelle de Germagnat, sous une tombe élevée décorée de ses armes et devise : À tout, à tout.
Son frère, Antoine de Toulongeon, lui succède comme maréchal de Bourgogne.

## Descendance
Jean II de Toulongeon a épousé, en 1415, dame Catherine de Rossillon, fille de Guillaume de Rossillon, maréchal du Dauphiné, et de Marie de Grolée.
Ils ont un fils, Jean III de Toulongeon (1416-1462), baron de Sennecey, seigneur de Toulongeon etc., et une fille, Claudine de Toulongeon (1418–1477), mariée à Jean de Beauffremont, conseiller et chambellan du duc de Bourgogne, puis de Louis XI de France.